# Bakkafjörður (Ort)
Bakkafjörður ist ein Dorf im Nordosten von Island.
Es liegt an der Ostküste des gleichnamigen Fjordes auf der Halbinsel Digranes.
Bakkafjörður ist über den 4,4 km langen Hafnarvegur í Bakkafirði  vom Norðausturvegur  zu erreichen.
Der Straßenname rührt vom neuen Hafen, der geschützter südlich vom Ort angelegt wurde.
Dort liegt auch der Flugplatz Bakkafjörður.
Im Ort gibt es eine Fischfabrik, aber keinen Laden mehr.
Die nächsten Einkaufsmöglichkeiten gibt es in Vopnafjörður in 34 km Entfernung, nach Þórshöfn sind es sogar 44 km.

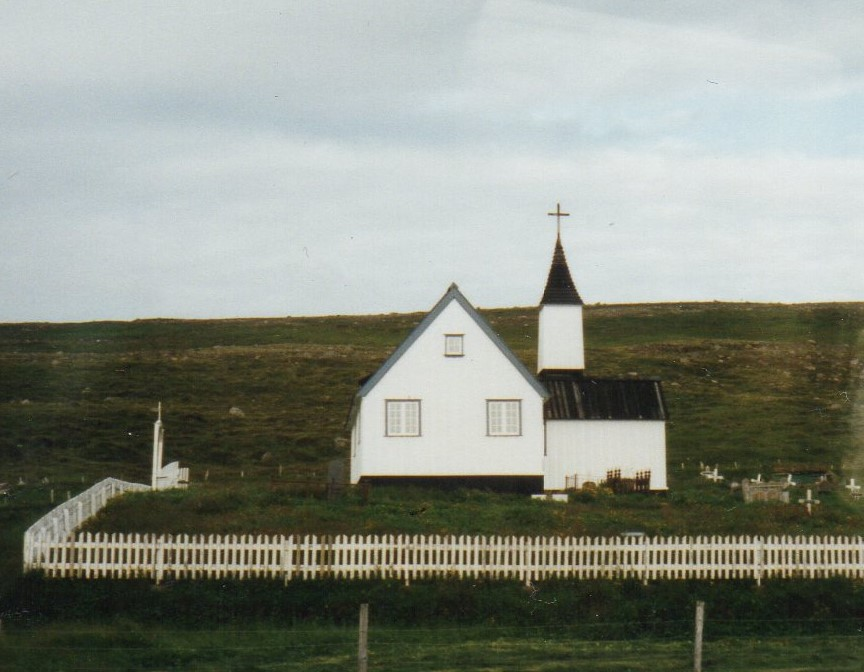
Kirche in Bakkafjörður – älteste Kirche im Osten Islands

Am Ortseingang von Bakkafjörður steht die älteste Kirche Ostislands, die 1845 erbaute Holzkirche des Gehöftes Skeggjastaðdir.
Sie wurde im typischen Stil isländischer Holzkirchen aus Treibholz errichtet und nach einer originalgetreuen Renovierung 1961–1962 am 16. September 1962 neu geweiht.
Die Kanzel, die – möglicherweise bereits im 18. Jahrhundert – in Dänemark angefertigt wurde, und das gesamte Innere der Kirche, die über rund 100 Sitzplätze verfügt, bestehen ebenfalls ganz aus Holz.
Das Altargemälde ist von 1857.
An Stelle eines Kirchturms hat die Kirche einen hölzernen Dachreiter mit drei alten Glocken, der 1962 anlässlich der Renovierung errichtet wurde.
Der Überlieferung nach befand sich an dieser Stelle schon seit der Christianisierung Islands im Jahre 1000 immer eine Kirche, die dem Hl.Thorlákur – dem heutigen Nationalheiligen der Katholischen Kirche Islands – geweiht war.